# لوتي بيير
لوتي بيير (بالفرنسية: Pierre Loti) (و. 1850 – 1923 م) هو كاتب، وروائي، وكاتب مقالات، وكاتب يوميات، وعسكري، وصحفي من فرنسا. ولد في روشفور. كان عضوًا في أكاديمية اللغة الفرنسية (منذ 21 مايو 1891).
توفي عن عمر يناهز 73 عاماً.

## التعليم
تعلم في الكلية البحرية الفرنسية ‏.

## مناصب وهيئات
أدار لو فيغارو.

## جوائز وترشيحات
حصل على جوائز منها:
- وسام الصليب الأكبر من وسام جوقة الشرف.

ترشح لـ:
- جائزة نوبل في الأدب (1913)[8]
- جائزة نوبل في الأدب (1912)[8]
- جائزة نوبل في الأدب (1911)[8]
- جائزة نوبل في الأدب (1910).[8]

## وصلات خارجية
- لوتي بيير على موقع IMDb (الإنجليزية)
- لوتي بيير على موقع الموسوعة البريطانية (الإنجليزية)
- لوتي بيير على موقع قاعدة بيانات برودواي على الإنترنت (الإنجليزية)